# Henry of Braybrooke
Henry of Braybrooke (auch Braybroc; † vor 13. April 1234) war ein englischer Richter und Beamter.

## Herkunft und Verheiratung
Henry of Braybrooke war der einzige Sohn von Robert of Braybrooke. Sein Vater hatte vor allem in Mittelengland einen bedeutenden Landbesitz erwerben können, indem er die Besitzungen aufkaufte, die überschuldete Landbesitzer als Sicherheit bei jüdischen Geldverleihern verpfändet hatten. Auf diesem Weg hatte sein Vater auch die Ländereien von Wischard Ledet erworben und dazu seinen Sohn Henry mit Ledets Tochter und Erbin Christiana verheiratet.

## Sheriff im Dienst von Johann Ohneland
Nach dem Tod seines Vaters 1211 erbte Henry of Braybrooke nicht nur die Besitzungen seines Vaters, sondern wurde auch dessen Nachfolger als Sheriff von Buckinghamshire und Bedfordshire. Als Sheriff gelang es ihm, noch größere Einkünfte aus diesen Grafschaften für König Johann Ohneland als sein Vater zu erzielen. Der Chronist Roger of Wendover zählte ihn deshalb zu den schlechten Ratgebern von König Johann. Nach anderen Angaben soll er später eine Affäre mit Ela of Salisbury, der Frau von William of Salisbury gehabt haben, als dieser in französischer Gefangenschaft war, ebenso mit der Frau von Hugh de Neville. Im Juni 1213 beauftragte der König Braybrooke, Reparaturen an Northampton Castle vorzunehmen. 1214 wurde er jedoch als Sheriff von Buckinghamshire und Bedfordshire abgesetzt. Als es 1215 zum Konflikt zwischen dem König und einer Adelsopposition kam, schloss sich Braybrooke den rebellischen Baronen an. Im April 1215 ernannte der König Geoffrey de Martigny zum neuen Kommandanten von Northampton Castle, während Braybrooke zu den Rebellen gehörte, deren Verhaftung der König im Mai befahl. Braybrooke hatte sich jedoch inzwischen den Baronen angeschlossen, die sich in London versammelt hatten. Im Juni zwangen die Rebellen den König, die Magna Carta anzuerkennen. Als im September 1215 der offene Krieg der Barone gegen den König begann, befahl der König die Beschlagnahmung der Ländereien von Braybrooke und vergab sie an seine Anhänger. Auch nach dem Tod von König Johann im Oktober 1216 bekämpfte Braybrooke den Regentschaftsrat, der für den minderjährigen neuen König Heinrich III. die Regierung führte, und unterstützte den französischen Prinzen Ludwig, dem die Rebellen die englische Krone angeboten hatten. Kurz nach Ostern 1217 gehörte er zu den Verteidigern von Mountsorrel Castle, und im Mai 1217 entging er in der Schlacht von Lincoln nur knapp der Gefangennahme durch königstreue Truppen. Als jedoch der Frieden von Lambeth im September 1217 den Krieg der Barone beendete, unterwarf sich Braybrooke dem Regentschaftsrat und erhielt in den nächsten Jahren den Großteil seiner Besitzungen zurück.

## Richter im Dienst von Heinrich III.
Nach dem Ende des Kriegs der Barone wurde Braybrooke ein loyaler Unterstützer der Regierung. Er wurde zwar nicht mehr zum Sheriff ernannt, doch diente er vor allem in Bedfordshire und Buckinghamshire häufig als königlicher Richter. Nach dem Tod seines Schwiegervaters Wischard Ledet erbte er 1222 die Honour von Chipping Warden in Northamptonshire. Im Sommer 1224 sollte er Vorwürfe gegen Falkes de Bréauté untersuchen, dem widerrechtliche Aneignung von Landbesitz in Buckinghamshire und Bedfordshire vorgeworfen wurde. Er zählte allerdings zu den erklärten Gegnern von Falkes, der ihm Ende 1220 die Verwaltung von Corby entzogen hatte. Dazu war er ein Vasall von William de Beauchamp, einem weiteren Gegner von Falkes. Beauchamp war wegen seiner Rebellion im Krieg der Barone die Verwaltung von Bedford Castle entzogen worden, die dann Falkes zugesprochen worden war. Beauchamp hatte bislang vergeblich versucht, die Burg von der Krone zurückzuerhalten. Wegen zahlreicher Klagen gegen Falkes war dieser bereits im Januar 1224 als Sheriff von Bedfordshire und Buckinghamshire abgesetzt worden. Als Braybrooke nun auf dem Weg nach Northampton war, wohin der König eine Ratsversammlung berufen hatte, wurde Braybrooke am 17. Juni von William de Bréauté gefangen genommen, dem Bruder von Falkes und dessen Kommandant von Bedford Castle. Die Verhaftung und die angeblich brutale Behandlung eines königlichen Richters rief einhellige Empörung hervor. Ab dem 20. Juni wurde Bedford Castle von königlichen Truppen belagert, wobei der junge König selbst die Belagerungstruppen befehligte. Am 14. August ergab sich die Besatzung der Burg, die am Abend zuvor Braybrooke freigelassen hatte. Der König befahl Walter of Pattishall, dem Nachfolger Falkes als Sheriff, und Braybrooke, die Burg zu zerstören, während er die Besatzung als Rebellen hängen ließ. In den nächsten Jahren diente Braybrooke weiter als Richter, sowohl in Bedfordshire und Buckinghamshire, aber auch in Lincolnshire und Yorkshire. Letztmals wird er 1231 als Richter erwähnt. Er starb wahrscheinlich Anfang 1234. Am 13. April 1234 nahm Heinrich III. die Huldigung seiner Frau Christiana entgegen, die als Braybrookes Witwe die Verwaltung seiner Besitzungen übernommen hatte.

## Nachkommen
Mit seiner Frau Christiana Ledet hatte Braybrooke drei Kinder:
- Wischard Ledet († 1241)
- John of Braybrooke
- Margery ⚭ Simon of Pattishall

Braybrooke hatte gewünscht, dass er in Bushmead Priory beigesetzt würde, die er mit mehreren Schenkungen bedacht hatte. Seine Frau heiratete in zweiter Ehe Gerard de Furnival, der ebenso wie Braybrookes Sohn Wischard Ledet während des Kreuzzugs der Barone 1241 im Heiligen Land starb.